# هیروتاکه مائدا
هیروتاکه مائدا استاد تاریخ در دانشکده علوم انسانی و اجتماعی دانشگاه متروپولیتن توکیو است. او در مطالعات خاورمیانه، مطالعات اوراسیا و تاریخ ایران و قفقاز تخصص دارد. وی عمدتاً در مطالعات خود، با استفاده از منابع فارسی و گرجی، به ویژه بر خاستگاه غلامان (که به آنها غلام نیز گفته می‌شود) نیروهای نظامی ایران صفوی و نقش و جایگاه آنها در تاریخ ایران تمرکز می‌کند.

## برخی مقالات وی
- Maeda, Hirotake (2003). "On the Ethno-Social Background of Four Gholām Families from Georgia in Safavid Iran". Studia Iranica. 32 (2): 243–278. doi:10.2143/SI.32.2.563203.